# Licence logicielle Boost
Pour les articles homonymes, voir Boost.
La licence logicielle Boost est une licence de logiciel libre principalement utilisée par les bibliothèques Boost pour le langage de programmation C++.
Elle est semblable à la licence Expat, sans copyleft, mais compatible avec la licence publique générale GNU.